# 安藤祐介
安藤 祐介（あんどう ゆうすけ、1977年 - ）は、日本の作家。福岡県出身。早稲田大学政治経済学部を卒業。学習塾に入社するも過労で倒れて退社。2社目の酒類業界新聞では試用期間で解雇通告を受ける。その後は営業職としてITベンチャー3社を渡り歩き、公務員（神奈川県職員）となる。2004年に『仰げば尊し』を刊行、2007年に『被取締役新入社員』でTBS・講談社第1回ドラマ原作大賞を受賞。

## 著書
- 『仰げば尊し』日本文学館 2004年
- 『被取締役新入社員』講談社 2008年
- 『営業零課接待班』講談社 2010年
- 『1000ヘクトパスカルの主人公』講談社 2011年 （文庫化時『一〇〇〇ヘクトパスカル』に改題）
- 『宝くじが当たったら』講談社 2012年
- 『社史編纂室 アフター5魔術団』幻冬舎 2013年（文庫化時『ちょいワル社史編纂室』に改題）
- 『おい！山田』講談社 2014年（文庫化時『おい！山田 大翔製菓広報宣伝部』に改題）
- 『テノヒラ幕府株式会社』講談社 2015年
- 『不惑のスクラム』KADOKAWA 2016年
- 『本のエンドロール』講談社 2018年
- 『逃げ出せなかった君へ』KADOKAWA 2019年 （文庫化時『六畳間のピアノマン』に改題）
- 『夢は捨てたと言わないで』中央公論新社 2020年（文庫化時『崖っぷち芸人、会社を救う』に改題）
- 『就活ザムライの大誤算』光文社 2021年（文庫化時『選ばれない人』に改題）
- 『仕事のためには生きてない』KADOKAWA 2023年
- 『日ノ出家のやおよろず』中央公論新社 2025年

## 映像化作品
- 『被取締役新入社員』（2008年、TBS、主演：森山未來）[3]
- 『不惑のスクラム』（2018年、NHK総合、主演：高橋克典）[4]
- 『六畳間のピアノマン』（2021年、NHK総合、主演：加藤シゲアキ・段田安則・原田泰造・南沙良） - 原作：『逃げ出せなかった君へ』（『六畳間のピアノマン』）[5]